# Jonathan Sim
Jonathan Sim, dit Jon Sim, (né le 29 septembre 1977 à New Glasgow dans la province de la Nouvelle-Écosse au Canada) est un joueur professionnel canadien de hockey sur glace. Il évoluait au poste d'ailier gauche.

## Carrière
Sim débuta au niveau junior en 1994 dans la Ligue de hockey junior majeur du Québec (LHJMQ) avec le Titan de Laval, mais après seulement neuf rencontres avec ceux-ci, il quitte pour la Ligue de hockey de l'Ontario et rejoint le Sting de Sarnia avec qui il joue durant quatre saisons.
Repêché en troisième ronde par les Stars de Dallas au repêchage de 1996, il passe au niveau professionnel en 1998, prenant part à sept matchs des Stars en saison régulière et revenant pour quatre autres lors des séries éliminatoires.
Tout comme à sa première saison, Jon Sim voit son temps de jeu partagé lors de sa deuxième saison entre la formation du Texas et leur filiale de la Ligue internationale de hockey, les K-Wings du Michigan, il en ira de même jusqu'en 2003.
Au mois de février 2003, après quatre parties disputés avec les Stars, Sim se voit être échangé aux Predators de Nashville, mais moins de trois semaines plus tard il est placé au ballotage et les Kings de Los Angeles font alors sont acquisition. Il reste avec l'équipe pour le début de la saison 2003-2004 mais au mois de mars il est une fois de plus soumis au ballotage et est réclamé cette fois-ci par les Penguins de Pittsburgh avec qui il termine la saison.
Le lock-out que connait la LNH en 2004-2005 l'amène à retourner dans les ligues mineurs où il partage la saison entre les Grizzlies de l'Utah et les Phantoms de Philadelphie de la Ligue américaine de hockey.
À son retour dans la LNH la saison suivante, c'est d'ailleurs avec l'équipe mère des Phantoms, les Flyers de Philadelphie, que Sim accepte un contrat en tant qu'agent libre. Il ne dispute que 36 parties avec ceux-ci avant d'être échangé aux Panthers de la Floride en retour d'un choix de septième ronde au repêchage de 2007. Au terme de cette saison, il signe un contrat d'une saison avec les Thrashers d'Atlanta puis à l'été 2007, il se joint, toujours en tant qu'agent libre, aux Islanders de New York.

## Statistiques
| Saison     | Équipe                     | Ligue      |     | Saison régulière | Saison régulière | Saison régulière | Saison régulière | Saison régulière |    | Séries éliminatoires | Séries éliminatoires | Séries éliminatoires | Séries éliminatoires | Séries éliminatoires |
| Saison     | Équipe                     | Ligue      | PJ  | B                | A                | Pts              | Pun              | PJ               | B  | A                    | Pts                  | Pun                  |                      |                      |
| 1994-1995  | Titan de Laval             | LHJMQ      | 9   | 0                | 1                | 1                | 6                | -                | -  | -                    | -                    | -                    |                      |                      |
| 1994-1995  | Sting de Sarnia            | LHO        | 25  | 9                | 12               | 21               | 19               | 4                | 3  | 2                    | 5                    | 2                    |                      |                      |
| 1995-1996  | Sting de Sarnia            | LHO        | 63  | 56               | 46               | 102              | 130              | 10               | 8  | 7                    | 15                   | 26                   |                      |                      |
| 1996-1997  | Sting de Sarnia            | LHO        | 64  | 56               | 39               | 95               | 109              | 12               | 9  | 5                    | 14                   | 32                   |                      |                      |
| 1997-1998  | Sting de Sarnia            | LHO        | 59  | 44               | 50               | 94               | 95               | 5                | 1  | 4                    | 5                    | 14                   |                      |                      |
| 1998-1999  | Stars de Dallas            | LNH        | 7   | 1                | 0                | 1                | 12               | 4                | 0  | 0                    | 0                    | 0                    |                      |                      |
| 1998-1999  | K-Wings du Michigan        | LIH        | 68  | 24               | 27               | 51               | 91               | 5                | 3  | 1                    | 4                    | 18                   |                      |                      |
| 1999-2000  | Stars de Dallas            | LNH        | 25  | 5                | 3                | 8                | 10               | 7                | 1  | 0                    | 1                    | 6                    |                      |                      |
| 1999-2000  | K-Wings du Michigan        | LIH        | 35  | 14               | 16               | 30               | 65               | -                | -  | -                    | -                    | -                    |                      |                      |
| 2000-2001  | Stars de Dallas            | LNH        | 15  | 0                | 3                | 3                | 6                | -                | -  | -                    | -                    | -                    |                      |                      |
| 2000-2001  | Grizzlies de l'Utah        | LIH        | 39  | 16               | 13               | 29               | 44               | -                | -  | -                    | -                    | -                    |                      |                      |
| 2001-2002  | Stars de Dallas            | LNH        | 26  | 3                | 0                | 3                | 10               | -                | -  | -                    | -                    | -                    |                      |                      |
| 2001-2002  | Grizzlies de l'Utah        | LAH        | 31  | 21               | 6                | 27               | 63               | -                | -  | -                    | -                    | -                    |                      |                      |
| 2002-2003  | Grizzlies de l'Utah        | LAH        | 42  | 16               | 31               | 47               | 85               | -                | -  | -                    | -                    | -                    |                      |                      |
| 2002-2003  | Stars de Dallas            | LNH        | 4   | 0                | 0                | 0                | 0                | -                | -  | -                    | -                    | -                    |                      |                      |
| 2002-2003  | Predators de Nashville     | LNH        | 4   | 1                | 0                | 1                | 0                | -                | -  | -                    | -                    | -                    |                      |                      |
| 2002-2003  | Kings de Los Angeles       | LNH        | 14  | 0                | 2                | 2                | 19               | -                | -  | -                    | -                    | -                    |                      |                      |
| 2003-2004  | Kings de Los Angeles       | LNH        | 48  | 6                | 7                | 13               | 27               | -                | -  | -                    | -                    | -                    |                      |                      |
| 2003-2004  | Penguins de Pittsburgh     | LNH        | 15  | 2                | 3                | 5                | 6                | -                | -  | -                    | -                    | -                    |                      |                      |
| 2004-2005  | Grizzlies de l'Utah        | LAH        | 10  | 2                | 2                | 4                | 12               | -                | -  | -                    | -                    | -                    |                      |                      |
| 2004-2005  | Phantoms de Philadelphie   | LAH        | 63  | 35               | 26               | 61               | 66               | 21               | 10 | 7                    | 17                   | 44                   |                      |                      |
| 2005-2006  | Flyers de Philadelphie     | LNH        | 39  | 7                | 7                | 14               | 28               | -                | -  | -                    | -                    | -                    |                      |                      |
| 2005-2006  | Panthers de la Floride     | LNH        | 33  | 10               | 8                | 18               | 26               | -                | -  | -                    | -                    | -                    |                      |                      |
| 2006-2007  | Thrashers d'Atlanta        | LNH        | 77  | 17               | 12               | 29               | 60               | 4                | 0  | 0                    | 0                    | 0                    |                      |                      |
| 2007-2008  | Islanders de New York      | LNH        | 2   | 0                | 1                | 1                | 2                | -                | -  | -                    | -                    | -                    |                      |                      |
| 2008-2009  | Sound Tigers de Bridgeport | LAH        | 18  | 13               | 10               | 23               | 12               | 5                | 2  | 3                    | 5                    | 10                   |                      |                      |
| 2008-2009  | Islanders de New York      | LNH        | 49  | 9                | 6                | 15               | 42               | -                | -  | -                    | -                    | -                    |                      |                      |
| 2009-2010  | Islanders de New York      | LNH        | 77  | 13               | 9                | 22               | 44               | -                | -  | -                    | -                    | -                    |                      |                      |
| 2010-2011  | Islanders de New York      | LNH        | 34  | 1                | 3                | 4                | 22               | -                | -  | -                    | -                    | -                    |                      |                      |
| 2010-2011  | Sound Tigers de Bridgeport | LAH        | 8   | 7                | 2                | 9                | 6                | -                | -  | -                    | -                    | -                    |                      |                      |
| 2010-2011  | Fribourg-Gottéron          | LNA        | 7   | 1                | 0                | 1                | 2                | 3                | 0  | 0                    | 0                    | 12                   |                      |                      |
| 2011-2012  | HC Pardubice               | Extraliga  | 20  | 2                | 4                | 6                | 22               | -                | -  | -                    | -                    | -                    |                      |                      |
| 2011-2012  | HC Slavia Prague           | Extraliga  | 8   | 1                | 1                | 2                | 12               | -                | -  | -                    | -                    | -                    |                      |                      |
| 2011-2012  | Eisbären Berlin            | DEL        | 14  | 2                | 4                | 6                | 27               | 13               | 0  | 0                    | 0                    | 33                   |                      |                      |
| 2012-2013  | Rampage de San Antonio     | LAH        | 22  | 6                | 7                | 13               | 14               | -                | -  | -                    | -                    | -                    |                      |                      |
| 2012-2013  | Phantoms de l'Adirondack   | LAH        | 34  | 6                | 13               | 19               | 22               | -                | -  | -                    | -                    | -                    |                      |                      |
| 2013-2014  | Sound Tigers de Bridgeport | LAH        | 14  | 2                | 2                | 4                | 4                | -                | -  | -                    | -                    | -                    |                      |                      |
| Totaux LNH | Totaux LNH                 | Totaux LNH | 469 | 75               | 64               | 139              | 314              | 15               | 1  | 0                    | 1                    | 6                    |                      |                      |

## Honneurs et trophées
- Ligue de hockey de l'Ontario
  - Membre de la deuxième équipe d'étoiles en 1998.
- Ligue américaine de hockey
  - Vainqueur de la Coupe Calder avec les Phantoms de Philadelphie en 2005.

## Transactions en carrière
- 1996 ; repêché par les Stars de Dallas ( 3e choix de l'équipe, 70e au total).
- 17 février 2003 ; échangé par les Stars aux Predators de Nashville en retour d'Andy Berenzweig et de considération future.
- 8 mars 2003 ; réclamé au ballotage par les Kings de Los Angeles.
- 4 mars 2004 ; réclamé au ballotage par les Penguins de Pittsburgh.
- 2 septembre 2004 ; signe à titre d'agent libre avec les Coyotes de Phoenix.
- 14 novembre 2004 ; cédé par les Grizzlies de l'Utah aux Phantoms de Philadelphie à titre de compensation pour l'emprunt par les Grizzlies de Peter White.
- 2 août 2005 ; signe à titre d'agent libre avec les Flyers de Philadelphie.
- 23 janvier 2006 ; échangé par les Flyers aux Panthers de la Floride en retour d'un choix de sixième ronde au repêchage de 2007.
- 14 juillet 2006 ; signe à titre d'agent libre avec les Thrashers d'Atlanta.
- 8 août 2007 ; signe à titre d'agent libre avec les Islanders de New York.